# Núi Trà Võ
Núi Trà Võ, đồi Trà Võ hay đồi Lang Minh, là một ngọn núi nhỏ ở xã Lang Minh, huyện Xuân Lộc, tỉnh Đồng Nai. Núi có diện tích khoảng 16,8 ha bao phủ toàn bộ núi là một mảng rừng sản xuất. Phía tây song song với núi là Tỉnh lộ 765, về phía bắc núi là khu vực chợ xã Lang Minh. Do chiều cao thấp, nên Trà Võ cũng được gọi là đồi. Núi là nơi người dân thường xuyên thả gà chăn nuôi.